# Cornelis Bloemaert

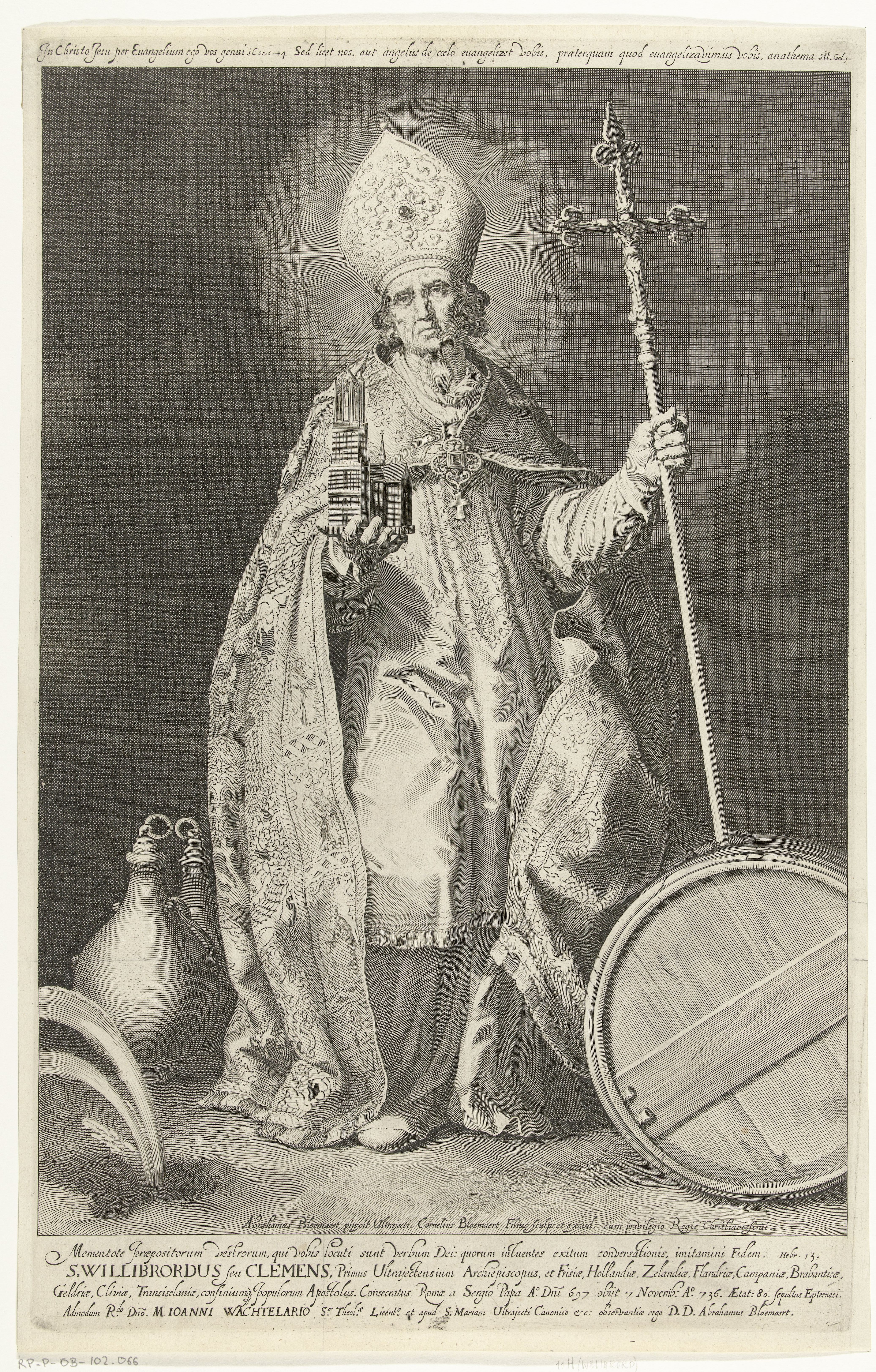
San Willibrord, grabado de Cornelis Bloemaert por pintura de Abraham Bloemaert.

Cornelis Bloemaert II (Utrecht, 1603-Roma, 1692) fue un pintor y grabador neerlandés, hijo de Abraham Bloemaert.
Cornelis se formó como pintor en el taller de su padre junto a sus hermanos Hendrick, Frederik y Adriaan. Aunque su formación inicial fue la de pintor, se dedicó con preferencia al grabado, técnica que había aprendido con Crispijn van de Passe. 
Se trasladó a París en 1630, donde con Throdor Dirck Matham y por encargo de Favereau, proporcionó las estampas con motivos mitológicos abiertas por dibujos de Abraham van Diepenbeeck algo más tarde utilizadas en el Tableaux du temple des muses tirez du cabinet de feu Mr Favereau, et gravez en tailles-douces par les meilleurs maistres de son temps pour représenter les vertus et les vices, sur les plus illustres fables de l'antiquité, del abate Michel de Marolles, París, 1655.
En 1633 marchó a Roma, según Arnold Houbraken con intención de realizar grabados de las más célebres pinturas italianas, con tanto éxito que demoró su retorno a los Países Bajos hasta que fue llamado por su padre, que deseaba volver a verlo antes de morir, pero hay documentación que lo sitúa en Roma desde su llegada a la ciudad hasta su muerte en 1692, residiendo primero en el palacio del marqués Vincenzo Giustiniani por recomendación de Joachim von Sandrart para trabajar como grabador en la publicación de la colección del marqués, y desde 1644 en Via Capo le Case con Michelangelo Cerquozzi. Finalmente, en 1647 abrió su propio taller en la misma vía, convertido en foco de atracción para muchos artistas de paso por la Ciudad Eterna. Algunos de sus más conocidos grabados pertenecen a esta serie de reproducciones de obras italianas, como la Sagrada Familia de Annibale Carracci o la Adoración de los pastores de Pietro da Cortona. En Roma se incorporó a la hermandad de los Bentvueghels, formada por los artistas nórdicos asentados en la ciudad. 
Aunque su influencia se ha señalado en un nutrido grupo de artistas, el único discípulo directo del que se tiene constancia es Reinier van Persijn.